# Chedsounéfertoum
Chedsounéfertoum est grand prêtre de Ptah à la fin de la XXIe dynastie et poursuivra sa carrière sous la dynastie suivante.

## Généalogie
Il est le fils d'Ânkhefensekhmet qui occupait la même fonction de grand prêtre de Ptah avant lui et de la dame Tachepeniset, première dame du Harem de Ptah et prêtresse de la déesse Mout à Memphis..
Chedsounéfertoum semble avoir eu au moins trois épouses dont deux étaient des princesses de sang royal : 
- Tanytsepeh, fille royale et donnée comme la fille de Sheshonq Ier par Frédéric Payraudeau[2] mais comme celle de Psousennès II par Kenneth Anderson Kitchen[3],
- Méhytemouskhet, également prêtresse du culte de Mout, sœur du premier pharaon de la XXIIe dynastie, Sheshonq Ier, renforçant du même coup les liens entre cette nouvelle lignée de souverain et le clergé memphite[2].

Il est le père de Sheshonq A et le grand père de Osorkon, tous deux grands prêtres de Ptah. Mérenptah, également grand prêtre de Ptah, est probablement de sa famille.

## Monuments
Plusieurs monuments à son nom provenant de Memphis lui sont connus :
- une statue le représentant en compagnie de sa mère aujourd'hui conservée au musée du Caire. Sur ce groupe statuaire sa mère est désignée comme étant la fille d'un grand chef des Mâ et d'une dame nommée Mehousekh[5].
- un linteau inscrit à son nom, conservé au musée du Caire[6]
- une stèle cintrée exposée au musée de Cleveland[6].
- une des tables d'embaumement du taureau Apis retrouvée dans l'angle sud-ouest de l'enceinte du grand temple de Ptah à Memphis est au nom de Sheshonq Ier et de Chedsounéfertoum attestant que dès la XXIIe dynastie, cette partie du téménos sacré de l'antique capitale était consacrée aux rites funéraires de l'hypostase du dieu dont le grand prêtre avait la responsabilité[7],[8].
- un bas-relief le représentant suivi de son porte flabellifère, en adoration devant le dieu Ptah et la déesse Sekhmet, est conservé au Louvre. Ce relief porte une dédicace au nom de son père Ânkhefensekhmet. Les deux noms des deux grands prêtres sont suivis des signes caractéristiques des défunts. Il est donc probable que ce relief soit posthume et provienne d'un monument familial, sans doute à caractère funéraire, faisant partie d'une série de chapelles de ce type que les grands pontifes memphites prirent l'habitude d'élever à l'ouest du grand temple de Ptah de Memphis.

Il lui succéda probablement son fils Sheshonq A, qui est nommé sur la statue familiale conservée au Caire. Cette hypothèse repose sur la généalogie d'Achaoutakh, un descendant de cette famille memphite.

## Sépulture
La tombe de Chedsounéfertoum se trouve probablement dans la nécropole des grands prêtres de Ptah installée à l'ouest du grand temple de Memphis.

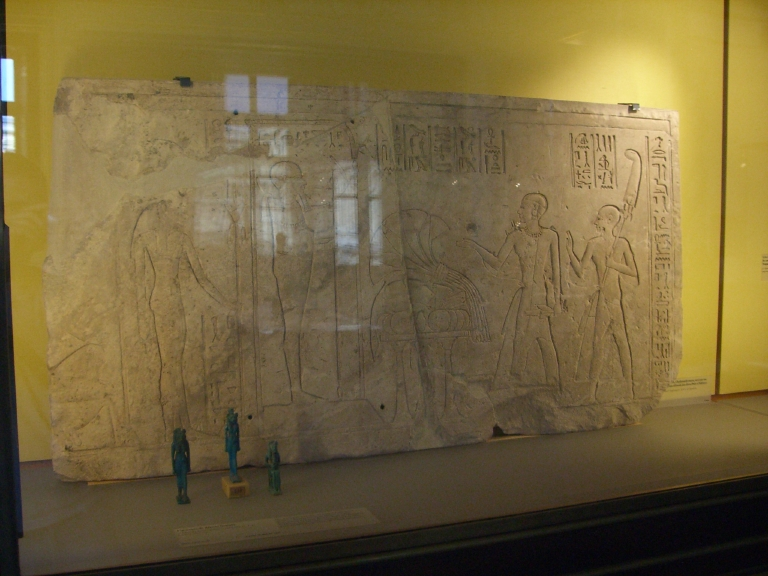
Relief provenant d'une chapelle que Chedsounéfertoum a consacré au dieu Ptah à Memphis et portant une dédicace à son père Ânkhefensekhmet
Musée du Louvre